# MISUMI
MISUMI Group es un conglomerado japonés con operaciones en los negocios de Componentes Industriales para maquinaria y automatización, así como la distribución de diferentes artículos para la industria por medio de comercio electrónico y venta telefónica.
MISUMI cuenta con fábricas y marcas propias así como con la distribución de más de 3,000 marcas y 21.7 millones de productos por medio de sus diferentes filiales en todo el mundo.

## Historia
MISUMI inició operaciones en Japón en febrero de 1963 con el nombre de MISUMI Shoji Co. Ltd. con la venta de equipo electrónico, en 1965 inició con la venta de productos para prensado y continuó con sus planes de expansión en Japón abriendo la primera oficina fuera de Tokio en la ciudad de Chubu en 1973, hoy en día esta oficia es el Centro Nacional de Servicio al Cliente de Nagoya de MISUMI. MISUMI continuó abriendo centros de atención a clientes en todo Japón durante los siguientes años.
En 1977 se creó el primer catálogo de "Componentes Estándar para Prensado MISUMI" y en 1980 la primera edición de la revista corporativa "Voice Magazine".
En 1985 MISUMI entró al mercado de moldeado de plástico con el catálogo de "Componentes Estándar para Moldes para Plástico MISUMI".
En el año de 1987 inició el plan de expansión internacional con la apertura de la oficina de MISUMI en Taiwán y en 1988 en los Estados Unidos de América y posteriormente mediante la apertura en 1989 de la filial MISUMI TAIWAN CORP en Taipéi.
MISUMI Shoji Co Ltd cambia de nombre oficialmente a MISUMI Corporation en 1989 y en 1991 entra en el mercado de componentes electrónicos para la automatización de fábricas.
En 1994 inicia la cotización en bolsa de MISUMI en la segunda sección de la Bolsa de Tokio

## MISUMI México
En noviembre de 2017 MISUMI anunció la apertura de MISUMI México como su primer filiar en un país de habla hispana y el primero en América Latina, además de iniciar exclusivamente con venta en línea sin punto de venta. 
En abril de 2018 inició operaciones MISUMI México con un Centro de Distribución y oficinas administrativas en la ciudad de Querétaro. MISUMI México logró crecer a pesar de condiciones de mercado complicadas por lo que en octubre de 2019 MISUMI México se cambió a nuevas instalaciones en la ciudad de El Marqués, con un centro de distribución 5 veces más grande que instalado en 2018.
- Datos: Q1939336